# 504
504 (DIV, na numeração romana) foi um ano bissexto do século VI do Calendário Juliano, da Era de Cristo, as suas letras dominicais foram D e C (53 semanas), teve início a uma quinta-feira e terminou a uma sexta-feira.
| Ano completo                           |
| -------------------------------------- |
| Ano bissexto com início à quinta-feira |